# Tapping

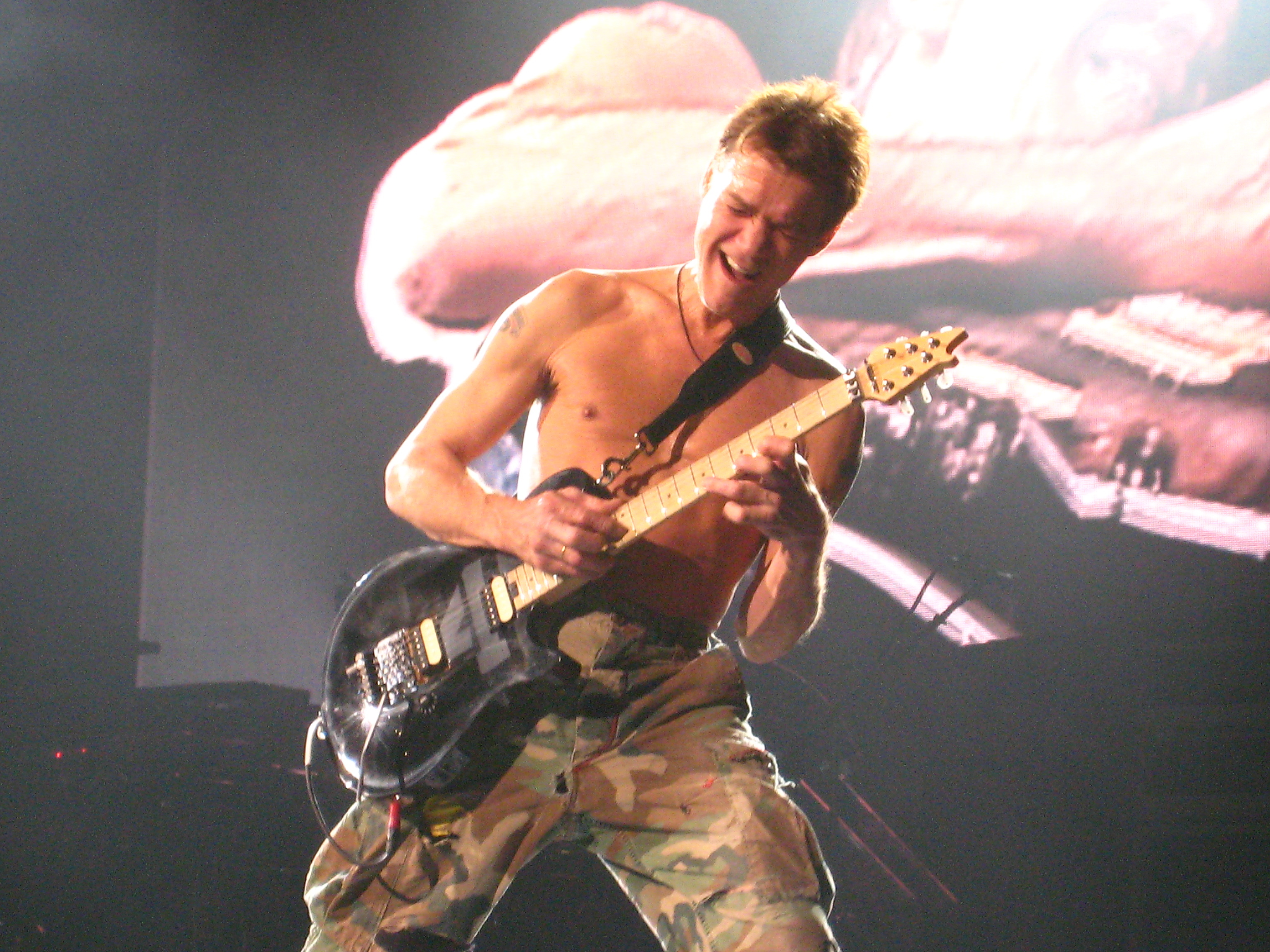
Eddie Van Halen machte das Tapping populär

Tapping ist eine hauptsächlich bei Gitarren, meist E-Gitarre und vereinzelt auch E-Bass, angewandte Anschlagtechnik. Bassisten nutzen diese Technik im Wesentlichen, um gleichzeitig eine Basslinie und Akkorde zu spielen. Auf der Akustikgitarre wird diese Technik ebenfalls angewendet.

## Technik

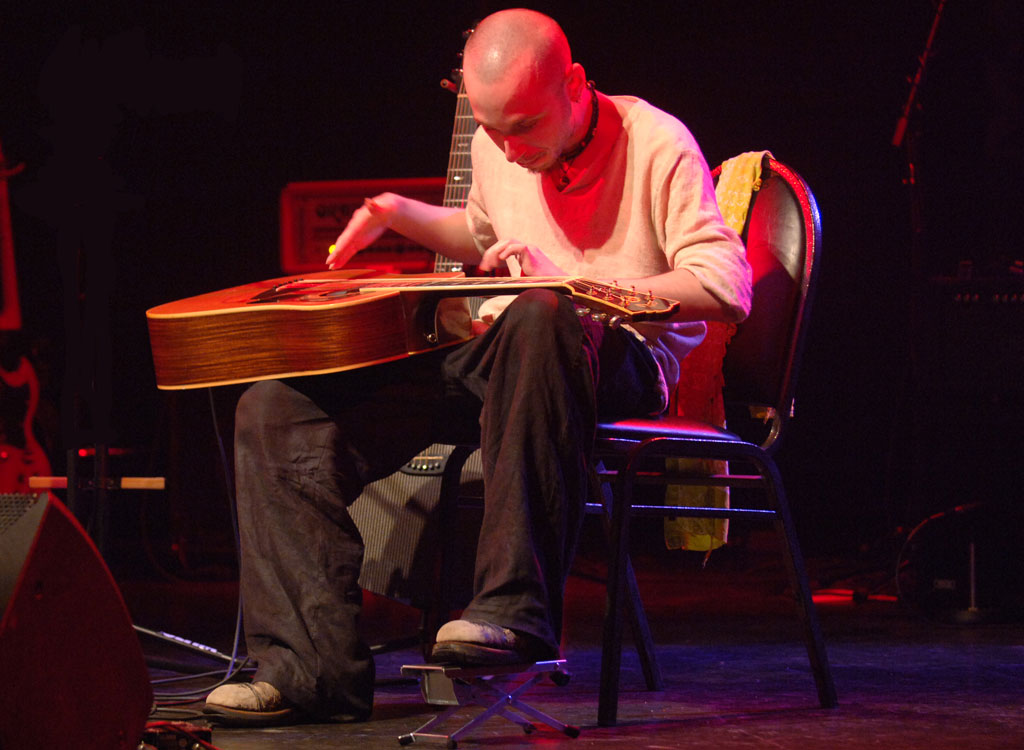
Erik Mongrain – beidhändiges Tapping.

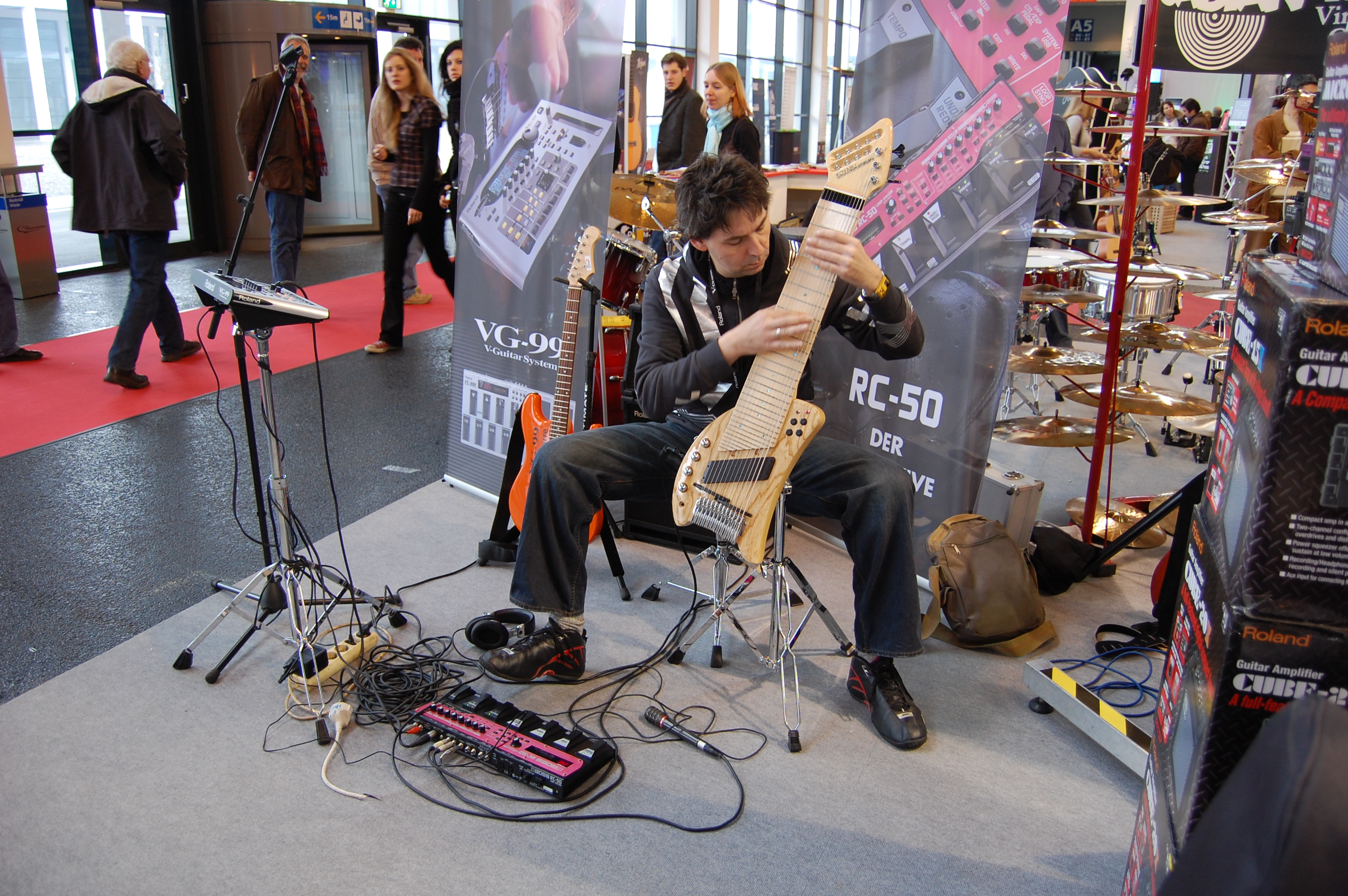
X-Ray-Simon – Uncrossed Tapping auf dem Koyabu.

Beim Tapping werden die Saiten mit den Fingerkuppen der Anschlaghand (meist mit Zeige- oder Mittelfinger) mehr oder minder schwungvoll auf das Griffbrett gedrückt oder gestoßen, sodass beim Auftreffen auf dem Bundstäbchen an der entsprechenden Stelle die Saite in Schwingung versetzt wird. Der Klang unterscheidet sich vom sonst üblichen Anschlag mit einem Plektrum oder dem Zupfen mit den Fingern. Mit der Greifhand kann diese Technik ebenfalls ausgeführt werden, sie wird dann meist als Hammering bezeichnet. Die Kombination von Hammering und Tapping (Einsatz beider Hände) bietet spieltechnisch versierten Gitarristen die Möglichkeit, ausgefallene Soli zu spielen, da hier größere Tonintervalle als üblich verwendet werden können.
Durch kurzes, schwungvolles Tapping auf die Bundstäbchen des Griffbretts können Flageoletttöne erzeugt werden.
Meistens wird diese Technik auf der elektrischen Gitarre in Zusammenhang mit einem verzerrten Sound benutzt (siehe Verzerrer, z. B. He Man Woman Hater von Extreme), vielfach findet diese Technik jedoch auch Anwendung auf der akustischen Gitarre (z. B. Spanish Fly von Van Halen).
Eigens für die Tapping-Technik entwickelte Instrumente wie der Chapman Stick, die Warr Guitar,  oder das Koyabu Symmetric Board geben Tapping-Spielern die Möglichkeit, ihren Klangspielraum zu erweitern und, ähnlich dem Klavierspiel, Akkord- und Bassspiel miteinander zu verbinden. Gestimmt sind sie zumeist in invertierten (gespiegelten) Quinten (auf den Bass-Saiten) und aufsteigenden (reinen) Quarten (auf den Melody- bzw. Gitarrensaiten). Das erweitert das Klangspektrum, zumal das gleichzeitige Greifen mehrerer Noten möglich ist, und diese mit unterschiedlichen Akkorden oder Einzelnoten ergänzt werden können. Das Klangspektrum bei Tap-Gitarren ist dadurch sehr groß, und auch bei Musikern beliebt, die aus der Klassik und dem Jazz kommen. Tap-Gitarren gehören zur Familie der E-Gitarre, werden von unterschiedlichen Herstellern aber auch als halbakustische Version angeboten. In der Regel haben sie einen Stereo-Output und können bei Bedarf über unterschiedliche Verstärker oder Effektgeräte betrieben werden.

## Geschichte
Bereits 1965 trat der italienische Gitarrist Vittorio Camardese in der RAI Sendung Chitarra amore mio mit einer  virtuosen Darbietung eines Mambos und des Jazz Standards All Of Me auf. Es ist die erste verbürgte Tapping-Darbietung überhaupt. Etwas später wurde die Technik in die Rockmusik eingeführt: Anfang der 1970er-Jahre tappte Steve Hackett auf mehreren Platten der englischen Progrock-Band Genesis, erstmals zu hören beim Stück The Musical Box auf dem Album Nursery Cryme von 1971. Hackett dürfte einer der ersten gewesen sein, der diese Spieltechnik einsetzte, obwohl sein Name in Verbindung mit dem Tapping außer in Expertenkreisen selten fällt. Anders hingegen der Name Eddie van Halen, der mit seinem Solo Eruption 1978 das Tapping in den USA derart populär machte, dass es heute zum Repertoire der meisten versierten Rockgitarristen zählt. Van Halen selbst bestritt zeitlebens allerdings nie, die Technik von Hackett und anderen übernommen zu haben.

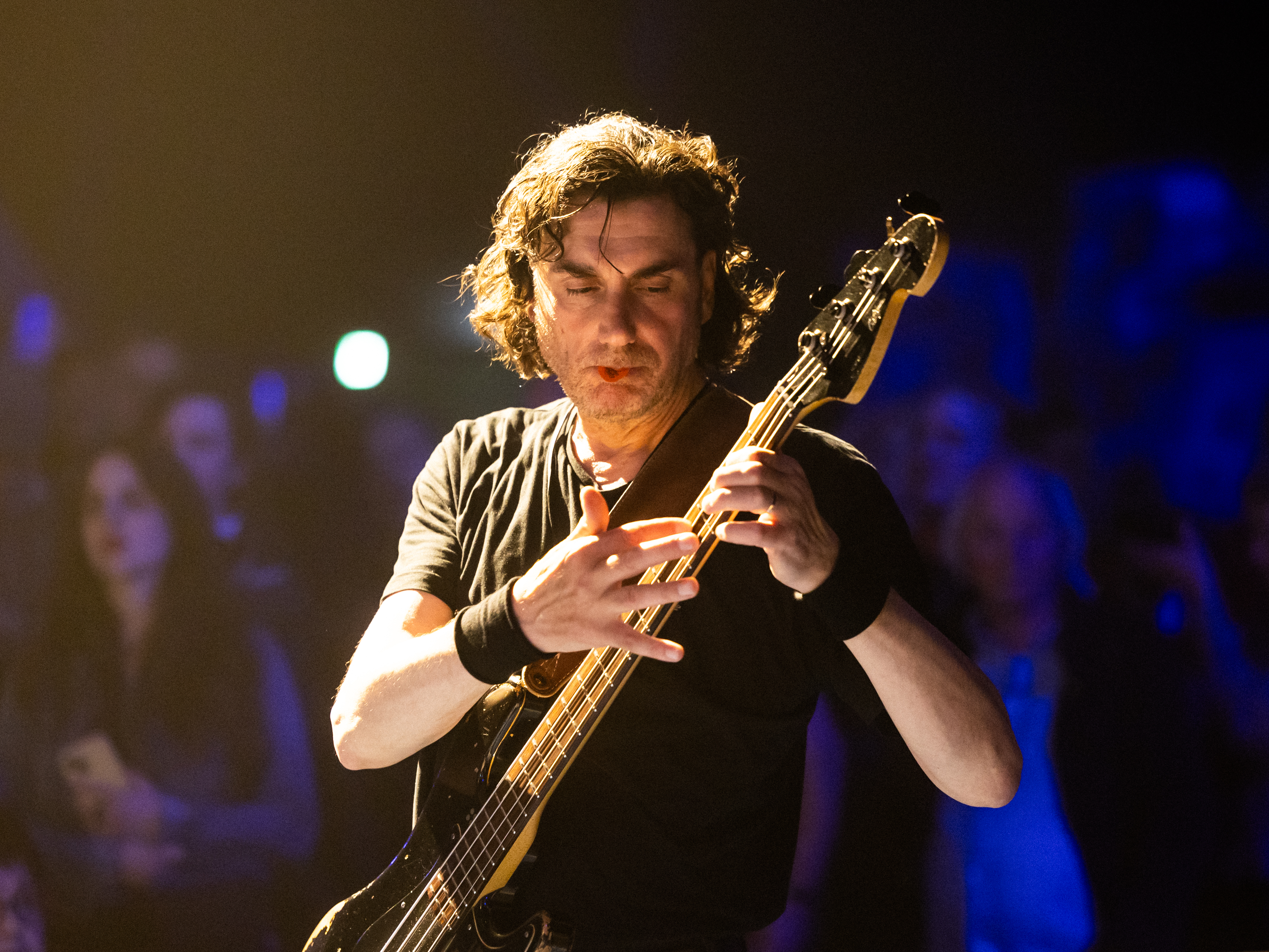
Caspar Brötzmann beim Tapping auf dem E-Bass, während er ein Plektrum zwischen den Lippen hält (2024)

E-Gitarristen wie u. a. Enver Ismailov, Stanley Jordan, Steve Lynch, Ritchie Kotzen, Greg Howe, Jennifer Batten, Buckethead und vor allem Randy Rhoads und Darko Jurković bauten diese Technik virtuos aus.
Am E-Bass erlangte u. a. John Myung von Dream Theater mit seiner 9-Finger-Technik Berühmtheit sowie auch Billy Sheehan, der Bassist der virtuosen US Hardrock-Band Mr. Big. Darüber hinaus machten John Entwistle, Tony Levin (King Crimson, Peter Gabriel) und Trey Gunn (ebenso King Crimson) das Tapping auf eigens dafür spezialisierten Instrumenten – dem Chapman Stick und der Warr Guitar – populär. Auch hier hatte das Tapping-Instrument seinen Schwerpunkt im Einsatz als Rhythmusinstrument oder Alternative zum E-Bass. Ein bekanntes Beispiel sind die oft polyrhythmischen Interaktionen zwischen Tony Levin am Stick und den beiden Gitarristen Robert Fripp und Adrian Belew in der 1980er-Jahre-Ära von King Crimson.
Auf der akustischen Gitarre wird diese Technik etwa von Michael Hedges, Andy McKee, Billy McLaughlin, Preston Reed, Vicki Genfan, Thomas Leeb, Eric Roche, Erik Mongrain, Kaki King und Newton Faulkner verwendet.

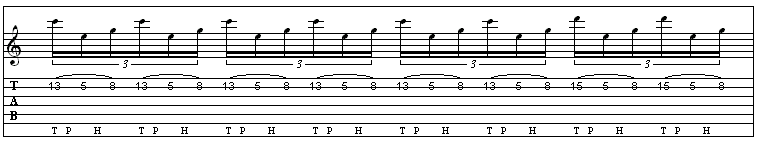
Die Van-Halen-Triole in Notation und Tabulatur, hier ein Ausschnitt aus Eruption.